# 2025年
| 千纪： | 3千纪 |
| 世纪： | 20世纪 \| 21世纪 \| 22世纪                                                                                 |
| 年代： | 1990年代 \| 2000年代 \| 2010年代 \| 2020年代 \| 2030年代 \| 2040年代 \| 2050年代                           |
| 年份： | 2020年 \| 2021年 \| 2022年 \| 2023年 \| 2024年 \| 2025年 \| 2026年 \| 2027年 \| 2028年 \| 2029年 \| 2030年 |
| 纪年： | 乙巳年（蛇年）；民國114年；日本令和七年                                                                    |
| 月份： | 1月 \| 2月 \| 3月 \| 4月 \| 5月 \| 6月 \| 7月 \| 8月 \| 9月 \| 10月 \| 11月 \| 12月                        |

| 2025年1月 |    |    |    |    |    |    |
| \| 日 \| 一 \| 二 \| 三 \| 四 \| 五 \| 六 \| \| \| \| \| 1 \| 2 \| 3 \| 4 \| \| 5 \| 6 \| 7 \| 8 \| 9 \| 10 \| 11 \| \| 12 \| 13 \| 14 \| 15 \| 16 \| 17 \| 18 \| \| 19 \| 20 \| 21 \| 22 \| 23 \| 24 \| 25 \| \| 26 \| 27 \| 28 \| 29 \| 30 \| 31 \| \| \| \| \| \| \| \| \| \| |    |    |    |    |    |    |
| 日 | 一 | 二 | 三 | 四 | 五 | 六 |
| |    |    | 1  | 2  | 3  | 4  |
| 5 | 6  | 7  | 8  | 9  | 10 | 11 |
| 12 | 13 | 14 | 15 | 16 | 17 | 18 |
| 19 | 20 | 21 | 22 | 23 | 24 | 25 |
| 26 | 27 | 28 | 29 | 30 | 31 |    |
| |    |    |    |    |    |    |

| 日 | 一 | 二 | 三 | 四 | 五 | 六 |
|    |    |    | 1  | 2  | 3  | 4  |
| 5  | 6  | 7  | 8  | 9  | 10 | 11 |
| 12 | 13 | 14 | 15 | 16 | 17 | 18 |
| 19 | 20 | 21 | 22 | 23 | 24 | 25 |
| 26 | 27 | 28 | 29 | 30 | 31 |    |
|    |    |    |    |    |    |    |

| 2025年2月 |    |    |    |    |    |    |
| \| 日 \| 一 \| 二 \| 三 \| 四 \| 五 \| 六 \| \| \| \| \| \| \| \| 1 \| \| 2 \| 3 \| 4 \| 5 \| 6 \| 7 \| 8 \| \| 9 \| 10 \| 11 \| 12 \| 13 \| 14 \| 15 \| \| 16 \| 17 \| 18 \| 19 \| 20 \| 21 \| 22 \| \| 23 \| 24 \| 25 \| 26 \| 27 \| 28 \| \| \| \| \| \| \| \| \| \| |    |    |    |    |    |    |
| 日 | 一 | 二 | 三 | 四 | 五 | 六 |
| |    |    |    |    |    | 1  |
| 2 | 3  | 4  | 5  | 6  | 7  | 8  |
| 9 | 10 | 11 | 12 | 13 | 14 | 15 |
| 16 | 17 | 18 | 19 | 20 | 21 | 22 |
| 23 | 24 | 25 | 26 | 27 | 28 |    |
| |    |    |    |    |    |    |

| 日 | 一 | 二 | 三 | 四 | 五 | 六 |
|    |    |    |    |    |    | 1  |
| 2  | 3  | 4  | 5  | 6  | 7  | 8  |
| 9  | 10 | 11 | 12 | 13 | 14 | 15 |
| 16 | 17 | 18 | 19 | 20 | 21 | 22 |
| 23 | 24 | 25 | 26 | 27 | 28 |    |
|    |    |    |    |    |    |    |

| 2025年3月 |    |    |    |    |    |    |
| \| 日 \| 一 \| 二 \| 三 \| 四 \| 五 \| 六 \| \| \| \| \| \| \| \| 1 \| \| 2 \| 3 \| 4 \| 5 \| 6 \| 7 \| 8 \| \| 9 \| 10 \| 11 \| 12 \| 13 \| 14 \| 15 \| \| 16 \| 17 \| 18 \| 19 \| 20 \| 21 \| 22 \| \| 23 \| 24 \| 25 \| 26 \| 27 \| 28 \| 29 \| \| 30 \| 31 \| \| \| \| \| \| |    |    |    |    |    |    |
| 日 | 一 | 二 | 三 | 四 | 五 | 六 |
| |    |    |    |    |    | 1  |
| 2 | 3  | 4  | 5  | 6  | 7  | 8  |
| 9 | 10 | 11 | 12 | 13 | 14 | 15 |
| 16 | 17 | 18 | 19 | 20 | 21 | 22 |
| 23 | 24 | 25 | 26 | 27 | 28 | 29 |
| 30 | 31 |    |    |    |    |    |

| 日 | 一 | 二 | 三 | 四 | 五 | 六 |
|    |    |    |    |    |    | 1  |
| 2  | 3  | 4  | 5  | 6  | 7  | 8  |
| 9  | 10 | 11 | 12 | 13 | 14 | 15 |
| 16 | 17 | 18 | 19 | 20 | 21 | 22 |
| 23 | 24 | 25 | 26 | 27 | 28 | 29 |
| 30 | 31 |    |    |    |    |    |

| 2025年4月 |    |    |    |    |    |    |
| \| 日 \| 一 \| 二 \| 三 \| 四 \| 五 \| 六 \| \| \| \| 1 \| 2 \| 3 \| 4 \| 5 \| \| 6 \| 7 \| 8 \| 9 \| 10 \| 11 \| 12 \| \| 13 \| 14 \| 15 \| 16 \| 17 \| 18 \| 19 \| \| 20 \| 21 \| 22 \| 23 \| 24 \| 25 \| 26 \| \| 27 \| 28 \| 29 \| 30 \| \| \| \| \| \| \| \| \| \| \| \| |    |    |    |    |    |    |
| 日 | 一 | 二 | 三 | 四 | 五 | 六 |
| |    | 1  | 2  | 3  | 4  | 5  |
| 6 | 7  | 8  | 9  | 10 | 11 | 12 |
| 13 | 14 | 15 | 16 | 17 | 18 | 19 |
| 20 | 21 | 22 | 23 | 24 | 25 | 26 |
| 27 | 28 | 29 | 30 |    |    |    |
| |    |    |    |    |    |    |

| 日 | 一 | 二 | 三 | 四 | 五 | 六 |
|    |    | 1  | 2  | 3  | 4  | 5  |
| 6  | 7  | 8  | 9  | 10 | 11 | 12 |
| 13 | 14 | 15 | 16 | 17 | 18 | 19 |
| 20 | 21 | 22 | 23 | 24 | 25 | 26 |
| 27 | 28 | 29 | 30 |    |    |    |
|    |    |    |    |    |    |    |

| 2025年5月 |    |    |    |    |    |    |
| \| 日 \| 一 \| 二 \| 三 \| 四 \| 五 \| 六 \| \| \| \| \| \| 1 \| 2 \| 3 \| \| 4 \| 5 \| 6 \| 7 \| 8 \| 9 \| 10 \| \| 11 \| 12 \| 13 \| 14 \| 15 \| 16 \| 17 \| \| 18 \| 19 \| 20 \| 21 \| 22 \| 23 \| 24 \| \| 25 \| 26 \| 27 \| 28 \| 29 \| 30 \| 31 \| \| \| \| \| \| \| \| \| |    |    |    |    |    |    |
| 日 | 一 | 二 | 三 | 四 | 五 | 六 |
| |    |    |    | 1  | 2  | 3  |
| 4 | 5  | 6  | 7  | 8  | 9  | 10 |
| 11 | 12 | 13 | 14 | 15 | 16 | 17 |
| 18 | 19 | 20 | 21 | 22 | 23 | 24 |
| 25 | 26 | 27 | 28 | 29 | 30 | 31 |
| |    |    |    |    |    |    |

| 日 | 一 | 二 | 三 | 四 | 五 | 六 |
|    |    |    |    | 1  | 2  | 3  |
| 4  | 5  | 6  | 7  | 8  | 9  | 10 |
| 11 | 12 | 13 | 14 | 15 | 16 | 17 |
| 18 | 19 | 20 | 21 | 22 | 23 | 24 |
| 25 | 26 | 27 | 28 | 29 | 30 | 31 |
|    |    |    |    |    |    |    |

| 2025年6月 |    |    |    |    |    |    |
| \| 日 \| 一 \| 二 \| 三 \| 四 \| 五 \| 六 \| \| 1 \| 2 \| 3 \| 4 \| 5 \| 6 \| 7 \| \| 8 \| 9 \| 10 \| 11 \| 12 \| 13 \| 14 \| \| 15 \| 16 \| 17 \| 18 \| 19 \| 20 \| 21 \| \| 22 \| 23 \| 24 \| 25 \| 26 \| 27 \| 28 \| \| 29 \| 30 \| \| \| \| \| \| \| \| \| \| \| \| \| \| |    |    |    |    |    |    |
| 日 | 一 | 二 | 三 | 四 | 五 | 六 |
| 1 | 2  | 3  | 4  | 5  | 6  | 7  |
| 8 | 9  | 10 | 11 | 12 | 13 | 14 |
| 15 | 16 | 17 | 18 | 19 | 20 | 21 |
| 22 | 23 | 24 | 25 | 26 | 27 | 28 |
| 29 | 30 |    |    |    |    |    |
| |    |    |    |    |    |    |

| 日 | 一 | 二 | 三 | 四 | 五 | 六 |
| 1  | 2  | 3  | 4  | 5  | 6  | 7  |
| 8  | 9  | 10 | 11 | 12 | 13 | 14 |
| 15 | 16 | 17 | 18 | 19 | 20 | 21 |
| 22 | 23 | 24 | 25 | 26 | 27 | 28 |
| 29 | 30 |    |    |    |    |    |
|    |    |    |    |    |    |    |

| 2025年7月 |    |    |    |    |    |    |
| \| 日 \| 一 \| 二 \| 三 \| 四 \| 五 \| 六 \| \| \| \| 1 \| 2 \| 3 \| 4 \| 5 \| \| 6 \| 7 \| 8 \| 9 \| 10 \| 11 \| 12 \| \| 13 \| 14 \| 15 \| 16 \| 17 \| 18 \| 19 \| \| 20 \| 21 \| 22 \| 23 \| 24 \| 25 \| 26 \| \| 27 \| 28 \| 29 \| 30 \| 31 \| \| \| \| \| \| \| \| \| \| \| |    |    |    |    |    |    |
| 日 | 一 | 二 | 三 | 四 | 五 | 六 |
| |    | 1  | 2  | 3  | 4  | 5  |
| 6 | 7  | 8  | 9  | 10 | 11 | 12 |
| 13 | 14 | 15 | 16 | 17 | 18 | 19 |
| 20 | 21 | 22 | 23 | 24 | 25 | 26 |
| 27 | 28 | 29 | 30 | 31 |    |    |
| |    |    |    |    |    |    |

| 日 | 一 | 二 | 三 | 四 | 五 | 六 |
|    |    | 1  | 2  | 3  | 4  | 5  |
| 6  | 7  | 8  | 9  | 10 | 11 | 12 |
| 13 | 14 | 15 | 16 | 17 | 18 | 19 |
| 20 | 21 | 22 | 23 | 24 | 25 | 26 |
| 27 | 28 | 29 | 30 | 31 |    |    |
|    |    |    |    |    |    |    |

| 2025年8月 |    |    |    |    |    |    |
| \| 日 \| 一 \| 二 \| 三 \| 四 \| 五 \| 六 \| \| \| \| \| \| \| 1 \| 2 \| \| 3 \| 4 \| 5 \| 6 \| 7 \| 8 \| 9 \| \| 10 \| 11 \| 12 \| 13 \| 14 \| 15 \| 16 \| \| 17 \| 18 \| 19 \| 20 \| 21 \| 22 \| 23 \| \| 24 \| 25 \| 26 \| 27 \| 28 \| 29 \| 30 \| \| 31 \| \| \| \| \| \| \| |    |    |    |    |    |    |
| 日 | 一 | 二 | 三 | 四 | 五 | 六 |
| |    |    |    |    | 1  | 2  |
| 3 | 4  | 5  | 6  | 7  | 8  | 9  |
| 10 | 11 | 12 | 13 | 14 | 15 | 16 |
| 17 | 18 | 19 | 20 | 21 | 22 | 23 |
| 24 | 25 | 26 | 27 | 28 | 29 | 30 |
| 31 |    |    |    |    |    |    |

| 日 | 一 | 二 | 三 | 四 | 五 | 六 |
|    |    |    |    |    | 1  | 2  |
| 3  | 4  | 5  | 6  | 7  | 8  | 9  |
| 10 | 11 | 12 | 13 | 14 | 15 | 16 |
| 17 | 18 | 19 | 20 | 21 | 22 | 23 |
| 24 | 25 | 26 | 27 | 28 | 29 | 30 |
| 31 |    |    |    |    |    |    |

| 2025年9月 |    |    |    |    |    |    |
| \| 日 \| 一 \| 二 \| 三 \| 四 \| 五 \| 六 \| \| \| 1 \| 2 \| 3 \| 4 \| 5 \| 6 \| \| 7 \| 8 \| 9 \| 10 \| 11 \| 12 \| 13 \| \| 14 \| 15 \| 16 \| 17 \| 18 \| 19 \| 20 \| \| 21 \| 22 \| 23 \| 24 \| 25 \| 26 \| 27 \| \| 28 \| 29 \| 30 \| \| \| \| \| \| \| \| \| \| \| \| \| |    |    |    |    |    |    |
| 日 | 一 | 二 | 三 | 四 | 五 | 六 |
| | 1  | 2  | 3  | 4  | 5  | 6  |
| 7 | 8  | 9  | 10 | 11 | 12 | 13 |
| 14 | 15 | 16 | 17 | 18 | 19 | 20 |
| 21 | 22 | 23 | 24 | 25 | 26 | 27 |
| 28 | 29 | 30 |    |    |    |    |
| |    |    |    |    |    |    |

| 日 | 一 | 二 | 三 | 四 | 五 | 六 |
|    | 1  | 2  | 3  | 4  | 5  | 6  |
| 7  | 8  | 9  | 10 | 11 | 12 | 13 |
| 14 | 15 | 16 | 17 | 18 | 19 | 20 |
| 21 | 22 | 23 | 24 | 25 | 26 | 27 |
| 28 | 29 | 30 |    |    |    |    |
|    |    |    |    |    |    |    |

| 2025年10月 |    |    |    |    |    |    |
| \| 日 \| 一 \| 二 \| 三 \| 四 \| 五 \| 六 \| \| \| \| \| 1 \| 2 \| 3 \| 4 \| \| 5 \| 6 \| 7 \| 8 \| 9 \| 10 \| 11 \| \| 12 \| 13 \| 14 \| 15 \| 16 \| 17 \| 18 \| \| 19 \| 20 \| 21 \| 22 \| 23 \| 24 \| 25 \| \| 26 \| 27 \| 28 \| 29 \| 30 \| 31 \| \| \| \| \| \| \| \| \| \| |    |    |    |    |    |    |
| 日 | 一 | 二 | 三 | 四 | 五 | 六 |
| |    |    | 1  | 2  | 3  | 4  |
| 5 | 6  | 7  | 8  | 9  | 10 | 11 |
| 12 | 13 | 14 | 15 | 16 | 17 | 18 |
| 19 | 20 | 21 | 22 | 23 | 24 | 25 |
| 26 | 27 | 28 | 29 | 30 | 31 |    |
| |    |    |    |    |    |    |

| 日 | 一 | 二 | 三 | 四 | 五 | 六 |
|    |    |    | 1  | 2  | 3  | 4  |
| 5  | 6  | 7  | 8  | 9  | 10 | 11 |
| 12 | 13 | 14 | 15 | 16 | 17 | 18 |
| 19 | 20 | 21 | 22 | 23 | 24 | 25 |
| 26 | 27 | 28 | 29 | 30 | 31 |    |
|    |    |    |    |    |    |    |

| 2025年11月 |    |    |    |    |    |    |
| \| 日 \| 一 \| 二 \| 三 \| 四 \| 五 \| 六 \| \| \| \| \| \| \| \| 1 \| \| 2 \| 3 \| 4 \| 5 \| 6 \| 7 \| 8 \| \| 9 \| 10 \| 11 \| 12 \| 13 \| 14 \| 15 \| \| 16 \| 17 \| 18 \| 19 \| 20 \| 21 \| 22 \| \| 23 \| 24 \| 25 \| 26 \| 27 \| 28 \| 29 \| \| 30 \| \| \| \| \| \| \| |    |    |    |    |    |    |
| 日 | 一 | 二 | 三 | 四 | 五 | 六 |
| |    |    |    |    |    | 1  |
| 2 | 3  | 4  | 5  | 6  | 7  | 8  |
| 9 | 10 | 11 | 12 | 13 | 14 | 15 |
| 16 | 17 | 18 | 19 | 20 | 21 | 22 |
| 23 | 24 | 25 | 26 | 27 | 28 | 29 |
| 30 |    |    |    |    |    |    |

| 日 | 一 | 二 | 三 | 四 | 五 | 六 |
|    |    |    |    |    |    | 1  |
| 2  | 3  | 4  | 5  | 6  | 7  | 8  |
| 9  | 10 | 11 | 12 | 13 | 14 | 15 |
| 16 | 17 | 18 | 19 | 20 | 21 | 22 |
| 23 | 24 | 25 | 26 | 27 | 28 | 29 |
| 30 |    |    |    |    |    |    |

| 2025年12月 |    |    |    |    |    |    |
| \| 日 \| 一 \| 二 \| 三 \| 四 \| 五 \| 六 \| \| \| 1 \| 2 \| 3 \| 4 \| 5 \| 6 \| \| 7 \| 8 \| 9 \| 10 \| 11 \| 12 \| 13 \| \| 14 \| 15 \| 16 \| 17 \| 18 \| 19 \| 20 \| \| 21 \| 22 \| 23 \| 24 \| 25 \| 26 \| 27 \| \| 28 \| 29 \| 30 \| 31 \| \| \| \| \| \| \| \| \| \| \| \| |    |    |    |    |    |    |
| 日 | 一 | 二 | 三 | 四 | 五 | 六 |
| | 1  | 2  | 3  | 4  | 5  | 6  |
| 7 | 8  | 9  | 10 | 11 | 12 | 13 |
| 14 | 15 | 16 | 17 | 18 | 19 | 20 |
| 21 | 22 | 23 | 24 | 25 | 26 | 27 |
| 28 | 29 | 30 | 31 |    |    |    |
| |    |    |    |    |    |    |

| 日 | 一 | 二 | 三 | 四 | 五 | 六 |
|    | 1  | 2  | 3  | 4  | 5  | 6  |
| 7  | 8  | 9  | 10 | 11 | 12 | 13 |
| 14 | 15 | 16 | 17 | 18 | 19 | 20 |
| 21 | 22 | 23 | 24 | 25 | 26 | 27 |
| 28 | 29 | 30 | 31 |    |    |    |
|    |    |    |    |    |    |    |

2025年是一個平年，第一天是星期三。

## 重要熱點
※粗體字為引起大量傷亡、引起強烈反應或嚴重影響國際外交的事件。
- 2025年重要政治危机与热点问题：
  - 俄羅斯入侵烏克蘭（2022年2月24日起至今）
    - 2025年特朗普—普京電話會談
    - 2025年特朗普—泽连斯基会谈
    - 蛛網行動
    - 2025年俄美峰會

  - M23攻势（2022年3月27日起至今）
    - 2025年戈马攻势（英语：2025 Goma offensive）
    - 2025年金沙萨骚乱（英语：2025 Kinshasa riots）

  - 中東危機
    - 加沙戰爭（2023年10月7日起至今）
      - 2025年以色列—哈馬斯停火
      - 2025年3月以色列袭击加沙地带
      - 華盛頓特區首都猶太博物館槍擊案

    - 2024年伊朗—以色列冲突
      - 以伊戰爭

    - 2024年敘利亞南部攻勢（2024年12月至今）
      - 2025年敘利亞阿拉維派大屠殺

  - 克什米尔冲突
    - 2025年印度帕哈爾加姆襲擊
    - 2025年印巴邊境衝突（2025年4月24日起至今）
      - 2025年印度—巴基斯坦空襲

  - 2025年柬泰邊境爭端
  - 2025年特朗普政府第二屆任期相關爭議及抗議
    - 特朗普的美國擴張主義
      - 美國提議吞併加拿大、墨西哥灣、格陵蘭、巴拿馬運河和加沙地帶等多地
      - 長江和記實業出售巴拿馬運河港口權益爭議

    - 埃隆·馬斯克在美國聯邦政府效率部中相關爭議
      - 特斯拉下架運動
      - 特斯拉破壞浪潮

    - 特朗普第二屆任期關稅
      - 美國對中國、加拿大和墨西哥徵收關稅
      - 2025年加拿大抵制美國運動
      - 美國簽署徵收全球關稅的行政命令
      - 2025年股災

    - 「住手！」抗議（2025年4月5日起至今）

  - 蘇丹內戰  （2023年4月15日起至今）
  - 2024–2025年韓國政治危機（2024年12月3日至2025年4月4日）
    - 2024年韓國抗議活動（2024年12月3日至2025年4月4日）
    - 尹錫悅、韓悳洙彈劾案
    - 尹錫悅逮捕行動
    - 2025年首爾西部地方法院襲擊事件

  - 反對逃犯條例修訂草案運動後續事件
    - 黎智英國安法案件續審（2023年12月18日起至今）

  - 東南亞跨國人口販賣
    - 多名藝人被誘拐至詐騙園區
    - 王星失蹤案

  - 罗德里戈·杜特尔特逮捕行动
- 2025年重大航空事故：
  - 濟州航空2216號班機空難
  - 釜山航空391號班機事故
  - 2025年波托马克河空中相撞事故
  - 墨西哥醫療噴射機公司056號班機空難
  - 白令航空445號班機空難
  - 達美連接航空4819號班機事故
  - 2025年苏丹空军安东诺夫An-26坠毁事件
  - 印度航空171號班機空難
- 2025年选举：
  - 2022—2025年黎巴嫩总统选举（英语：2022–2025 Lebanese presidential election）
  - 2024—2025年克罗地亚总统选举（英语：2024–25 Croatian presidential election）
  - 2025年瓦努阿图大选（英语：2025 Vanuatuan general election）
  - 2025年白俄罗斯总统选举
  - 2025年列支敦士登大选
  - 2025年希腊总统选举（英语：2025 Greek presidential election）
  - 2025年德国联邦议院选举
  - 2025年格陵兰大选
  - 2025年伯利兹大选（英语：2025 Belizean general election）
  - 2025年加蓬总统选举（英语：2025 Gabonese presidential election）
  - 2025年厄瓜多尔大选
  - 2025年加拿大联邦大选
  - 2025年特立尼达和多巴哥大选（英语：2025 Trinidad and Tobago general election）
  - 2025年新加坡大选
  - 2025年澳大利亚联邦大选
  - 2025年教宗选举秘密会议
  - 2025年阿尔巴尼亚议会选举
  - 2025年葡萄牙立法选举
  - 2025年罗马尼亚总统选举
  - 2025年波兰总统选举
  - 2025年大韩民国总统选举
    - 國民力量黨總統候選人換人爭議
- 2025年重大自然災害事故：
  - 2025年1月加州南部山火
  - 2025年緬甸地震
  - 2025年伊比利亞半島停電
  - 南海海槽特大地震
    - 2025年日向灘地震

  - 2025年堪察加半島地震
- 2025年爆炸事故：
  - 台中新光三越氣爆事故
- 2025年天文現象熱點：
  - 1月4日：象限儀座流星雨
- 2025年科技熱點：
  - 相對低成本的開源大型語言模型深度求索正式推出。
  - 美國政府Signal群組泄露事件
- 2025年体育熱點：
  - 第29届LG杯世界棋王赛决赛争议

## 大事記

### 1月
- 1月1日:
  - 除因悼念濟州航空2216號班機空難而取消跨年活動的韓國外，全球各地均有除夕煙花等跨年活動。
  - 波兰继匈牙利之后接任欧洲联盟理事会主席国。[1][2]
  - 保加利亚和罗马尼亚完成加入申根区的进程，取消陆地边境管制。[3]
  - 列支敦士登成为第37个合法化同性婚姻的国家。[4]
  - 五年过境协议到期后，乌克兰与俄罗斯分别宣布切断通过乌克兰的俄罗斯输往欧洲的天然气供应，同时乌克兰也成为国际刑事法院的缔约国。[5][6]
  - 美国路易斯安那州新奥尔良市发生车辆冲撞枪击事件，造成16人死亡（包括肇事者）、35人受伤。[7]
  - 黑山采蒂涅发生枪击事件，造成12人死亡、4人受伤。[8]
- 1月2日——中华人民共和国陕西省渭南市蒲城县职业教育中心新校区学生党某从学校宿舍坠楼身亡。事态引发当地民众聚集抗议与社会广泛关注。[9]
- 1月3日——韩国总统尹锡悦在总统室和高级公职者犯罪调查处的逮捕人员对峙。
- 1月4日——奥地利总理卡尔·内哈默宣布辞职。[10]
- 1月6日:
  - 在任九年后，贾斯廷·特鲁多宣布辞去加拿大自由党党魁和加拿大总理职务。[11][12][13]
  - 印度尼西亚成为金砖国家第十个成员。[14][15]
- 1月7日:
  - 中华人民共和国西藏自治区日喀则市定日县发生Ms 6.8或MW 7.1地震，造成至少126人死亡、另有201人受伤。[16][17]
  - 美国加利福尼亚州洛杉矶县发生多起山火。[18]
- 1月8日——身份不明的槍手襲擊乍得首都恩賈梅納乍得總統府[19][20][21]。襲擊造成至少20人死亡，其中包括18名槍手和2名士兵。
- 1月9日:
  - 黎巴嫩议会选举约瑟夫·奥恩将军为黎巴嫩总统，结束了持续两年多的权力真空。[22]
  - 美国总统乔·拜登将1月9日定为全国哀悼日，呼吁美国人民在此日向前总统吉米·卡特致敬。[23]
- 1月10日:
  - 在充满争议的选举引发的持续的危机中，现任委内瑞拉总统尼古拉斯·马杜罗宣誓就任总统，开启第三任期。[24]
  - 欧洲哥白尼气候变化服务机构（英语：Copernicus Climate Change Service）报告称，2024年是全球有记录以来最热的一年，也是第一个超过全球变暖1.5°C（英语：1.5-degree target）象征性阈值的历年。[25]
- 1月11日——也门贝达省的燃气站爆炸（英语：Al-Bayda gas station explosion）造成15人死亡，至少67人受伤，其中50人伤势严重。[26]
- 1月12日——佐兰·米拉诺维奇成功连任克罗地亚总统。[27]
- 1月13日:
  - 黎巴嫩总统约瑟夫·奥恩任命国际法院院长纳瓦夫·萨拉姆为新任黎巴嫩总理。[28]
  - C/2024 G3 (阿特拉斯)到達距離太陽0.09AU的近日點，成為2025年目前为止最亮的彗星。[29]
- 1月15日:
  - 韩国总统尹锡悦被高级公职者犯罪调查处逮捕，成为该国历史上第一位被捕的在位总统。[30]
  - 以色列—哈马斯战争：以色列和哈马斯批准了旨在结束战争的停火协议，协议内容包括交换以色列人质和巴勒斯坦囚犯，并允许国际援助。[31]
- 1月16日:
  - 蓝色起源研发的大型运载火箭新葛伦火箭首飞入轨成功，回收失利。[32][33]
  - 2025年瓦努阿图大选（英语：2025 Vanuatuan general election）举行。[34]
  - 民族解放军在哥伦比亚东北部的卡塔通博地区发动了多次袭击。冲突造成100多人死亡。[35]
- 1月18日:
  - 尼日利亚中北部尼日尔州苏莱贾（英语：Suleja）一辆油罐车发生爆炸，造成数十人死亡，另有多人受伤。[36]
  - 两名伊斯兰教法法官在首都德黑兰伊朗最高法院（英语：Supreme Court of Iran）的房间里被暗杀。枪手造成另外两人受伤，并在袭击后自杀。[37]
- 1月19日:
  - 对TikTok和其他字节跳动产品的禁令在美国生效。[38][39]
  - 加沙停火协议正式生效。[40]
  - 韓國首爾西部地方法院對尹錫悅正式發出逮捕令，導致該法院被尹錫悅支持者圍攻。[41]
- 1月20日:
  - 唐纳德·特朗普宣誓就任第60届（47任）美国总统。这也是美国历史上第二次在国会大厦内部举行的总统就职典礼，第一次为1985年罗纳德·里根就職典禮（英语：Second inauguration of Ronald Reagan）。
  - 深度求索推出R1模型。
- 1月21日——土耳其卡尔塔卡亚（英语：Kartalkaya）滑雪胜地的一家酒店发生火灾，造成76人死亡。[42]
- 1月22日——泰国成为全球第38个、亚洲第三个、东南亚第一个合法化同性婚姻的国家。[43]
- 1月23日——米歇尔·马丁再次当选爱尔兰总理，这是他的第二个非连续任期。[44]
- 1月24日:
  - 伊奥文风暴（英语：Storm Éowyn）席卷爱尔兰岛和英国多个地区，风速高达每小时100英里，大约每小时161公里。风暴造成严重破坏，导致超过100万房屋断电，至少两人死亡。[45][46]
  - 東南歐國家的零售商店接連遭到消費者抵制。[47]
- 1月25日:
  - 2025年希腊总统选举（英语：2025 Greek presidential election）第一轮举行，没有候选人获得多数选票。[48]
  - 从国立罗马尼亚历史博物馆借来的达契亚人时代的科萨芬什蒂金头盔（英语：Helmet of Coțofenești），与阿森德伦特博物馆的其他三件黄金文物一起被窃贼使用炸药闯入博物馆偷走（英语：2025 Drents Museum heist）。[49]
- 1月26日——亚历山大·卢卡申科第七次当选白俄罗斯总统。[50]
- 1月27日——全球科技股因OpenAI的ChatGPT的中国竞争对手深度求索而大幅下跌。芯片巨头英伟达市值损失近6000亿美元，这是美国股市历史上单一公司的最大跌幅。[51][52]
- 1月29日:
  - 美国华盛顿特区一架飞机与美国陆军直升机在空中相撞，造成至少67人死亡。[53]
  - 印度北方邦普拉亚格拉杰大壶节一活动现场发生踩踏事故，造成至少40人死亡，另有数十人受伤。[54]
  - 艾哈迈德·沙拉出任叙利亚过渡总统。[55]
- 1月30日——宪法改革获得批准后，尼加拉瓜实行二头政治，丹尼尔·奥尔特加和罗萨丽奥·穆里略夫妇担任联合总统。[56]
- 1月31日:
  - 2025年希腊总统选举（英语：2025 Greek presidential election）第二轮举行，没有候选人获得多数选票。[57]
  - 玻利维亚、伯利兹、哥伦比亚、古巴、洪都拉斯、马来西亚、纳米比亚、塞内加尔和南非在海牙成立海牙集团（英语：The Hague Group），以声援巴勒斯坦、支持其独立，并在共同宣言中重申继续忠实于国际法、正义和联合法律措施的协调。[58]

### 2月
- 2月2日——基克拉泽斯群岛在发生多次地震（英语：2025 Santorini earthquakes）后进行疏散，学校也被关闭。[59]
- 2月3日——菲律賓大米价格高涨，當地政府宣布进入“粮食安全紧急状态”，启用国家粮食局大米储备以稳定国内供应。[60]
- 2月4日——瑞典厄勒布鲁的成人教育中心里斯伯格斯卡学校（英语：Campus Risbergska）发生校园枪击案，造成至少10人死亡，另有15人受伤，这是该国历史上最致命的大规模枪击事件。[61][62]
- 2月5日——菲律宾众议院通过对副总统萨拉·杜特尔特的弹劾（英语：Efforts to impeach Sara Duterte），弹劾案提交至参议院表决[63]。
- 2月6日——2025年希腊总统选举（英语：2025 Greek presidential election）第三轮举行，简单多数减少至180票，仍没有候选人获得多数选票。[64]
- 2月7日——巴拿馬正式通知中華人民共和國當局，巴方將於90日後退出中方倡議的「一帶一路」合作計劃。[65]
- 2月9日：
  - 波罗的海国家实现其电网与欧洲大陆电网的完全同步，与俄罗斯电网断开。[66]
  - 2025年厄瓜多尔大选举行。[67]由于无人赢得过半选票，第二轮选举将安排在4月。[68]
  - 2025年列支敦士登大选举行。[69]
- 2月10日——危地马拉城一辆巴士掉进山沟，造成至少56人死亡，多人重伤。[70]
- 2月12日：
  - 罗马尼亚总统克劳斯·约翰尼斯辞职，这使他成为后革命时代第一位这样做的罗马尼亚总统。[71]
  - 2025年希腊总统选举（英语：2025 Greek presidential election）第四轮举行，康斯坦丁诺斯·塔苏拉斯当选总统。[72]
- 2月13日——台灣新光三越百貨台中中港店發生嚴重氣爆事故，至少4人死亡、6人命危[73]。
- 2月15日——黃國昌在2025年台灣民眾黨主席補選中勝選，成為新任台灣民眾黨主席。[74]
- 2月16日——香港海洋公園龍鳳胎大熊貓兩姐弟今天正式與公眾見面。
- 2月17日：
  - 达美连接航空4819号班机于多伦多皮尔逊国际机场降落时坠毁，造成至少15人受伤[75][76]。
  - 印尼发生一系列由學生與民眾主導的反政府示威活動，由全印尼學生聯合會（BEM SI）發起，並獲得各大高校學生會響應。[77][78]
- 2月19日：
  - 克罗地亚完成加入欧洲经济区的程序。[79]
  - 中國動畫電影《哪吒之魔童鬧海》以123.58億人民幣超越《腦筋急轉彎2》，成為全球最高動畫電影票房的電影。[80]
- 2月20日——香港老牌泛民主派政黨民主黨計劃解散，後續交由會員大會投票決定是否解散。[81]
- 2月21日——2026年世界棒球經典賽資格賽，正式開始。
- 2月23日——由于2024年德国政府危机，2025年德国联邦议院选举提前举行。
- 2月25日——苏丹军方一架军用飞机当晚在首都喀土穆西部恩图曼坠毁，造成46名军人和平民死亡，另有10人受伤。[82]
- 2月26日——泰国巴真府一辆巴士在行驶途中翻侧，造成17死、40多人受伤。[83]

### 3月
- 3月1日——啟德體育園開幕。
- 3月2日——美國民間太空公司螢火蟲太空的「藍色幽靈一號」登月探測器成功登陸月球，這是繼直覺機器的IM-1登月探測器後第二家民間公司締造登月壯舉，也是第一個完全成功軟著陸在月球上的商業公司。藍色幽靈號是NASA商業月球酬載服務（英语：Commercial Lunar Payload Services）(CLPS)項下的合作計畫[84]。
- 3月5日——苏丹向国际法院提出诉讼申请，指控阿拉伯联合酋长国涉嫌违反《防止及惩治灭绝种族罪公约》规定的义务。[85]
- 3月8日——叙利亚过渡政府安全部队在阿拉维派地区发动镇压，造成包括平民在内的1,000多人死亡，这是该国多年来最严重的暴力事件。[86][87][88]
- 3月9日——马克·卡尼当选加拿大自由党党魁。[89]
- 3月11日：
  - 前菲律宾总统罗德里戈·杜特尔特因危害人類罪被捕。[90]菲方其后将杜特尔特押送海牙国际刑事法院。[91]
  - 葡萄牙总理路易斯·蒙特内格罗在议会信任投票中未能获得多数议员支持，其领导的政府面临辞职。[92]
  - 2025年格陵兰大选，反對派民主黨在本次選舉中取得10席，成為格陵蘭議會第一大黨。[93]
- 3月13日：
  - 中華人民共和國近日自主研發的（32°25′13.99″N 112°07′40.73″E / 32.4205528°N 112.1279806°E）雙軌火箭橇系統（英语：Rocket sled）新型飛行器以2.28馬赫速度通過，刷新了全球雙軌火箭橇速度紀錄，標誌中國在地面超音速試驗能力上實現重大跨越。目前全球僅中、美、英、法、俄5國擁有[94]。
  - 叙利亚过渡政府通过临时宪法，叙利亚实行总统制，行政权力集中在总统手上。[95]
- 3月14日：
  - 2025年的第一場月全食，距離上一次則是發生在2022年11月8日。該月全食在北美洲與南美洲可見，其中亞洲以東部分地區，如日本以東至中部以及部分地區與國家，大洋洲以東至中部，太平洋群島，阿拉斯加以西可見帶食月出。歐洲大部分地區至亞洲西部，非洲大陸以西至中部可見帶食月落。[96]
  - 马克·卡尼就任加拿大总理[97][98]，成為加拿大第一位出生在非建制領土的總理，也是第三位出生在安大略省以西的總理（繼乔·克拉克和金·坎贝尔之後）。此外，他將成為第一位從未擔任過民選職位的總理，也是自约翰·特纳以來第一位在任命時不在下議院的總理。[99][100]
- 3月16日：
  - 北马其顿科查尼一间夜店的火灾造成至少59人死亡，155人受伤。[101]
  - 执政九年的特立尼达和多巴哥总理基思·罗利宣布辞职，并将在一天后由斯图亚特·杨（英语：Stuart Young (politician)）接任。[102][103]
- 3月18日：
  - 索馬里總統哈桑·謝赫·馬哈茂德的車隊在摩加迪沙總統府索馬里別墅（英语：Villa Somalia）附近遭到青年黨以路邊炸彈進行暗殺襲擊。襲擊者使用簡易爆炸裝置，當時馬哈茂德正前往亞丁·阿德國際機場。他在襲擊中倖免於難[104][105][106]。
  - 中國人民解放軍海軍航空母艦福建號下午出海，開展下水後第7次海試，正式測試艦載機電磁彈射[107]。
- 3月19日：
  - 土耳其各地爆发大规模抗议事件，抗议的导火索为伊斯坦布尔市长埃克雷姆·伊马姆奥卢被土耳其警方逮捕。伊马姆奥卢被普遍视为是土耳其总统埃尔多安在2028年总统大选时最有力的对手。[108]
  - 中國科研團隊在深海探索領域取得了重大突破。由北京航空航太大學機械工程及自動化學院、中國科學院深海科學與工程研究所和浙江大學聯合研發的小型深海可變形機器人。這款小型深海機器人身長不到50公分，體重僅1500克。成功挑戰了萬米深淵，最深可達馬里亞納海溝10666米深海底，為深海探索開闢了全新的道路。相關研究成果發表於國際學術期刊《科學·機械人（英语：Science Robotics）》[109]。
  - 浙江大學光電科學與工程學院／海寧國際聯合學院教授狄大衛和研究員趙保丹團隊研發的微米和奈米鈣鈦礦LED（micro-PeLED和nano-PeLED）達到了傳統LED難以觸及的——90nm尺寸新極限，同時「降尺度」過程僅造成微弱的性能損耗。以〈Downscaling micro- and nano-perovskite LEDs〉為題，發表在《自然》。基於此，團隊創建的具有127000PPI超高解析度的LED圖元陣列也摘得所有類型LED陣列最高解析度的紀錄[110]。
- 3月20日——柯丝蒂·考文垂当选为第10任国际奥林匹克委员会主席，她也是第一位担任这一职务的女性。[111]
- 3月21日：
  - 美國總統川普在國防部長皮特·赫格塞斯、空軍參謀長戴维·奥尔文等人陪同下，在白宮橢圓形辦公室宣布波音得標空軍第六代戰鬥機計畫-F-47戰鬥機[112]。
  - 韩国遭遇严重山火。山火从庆尚南道山清郡開始延燒，隨後迅速蔓延至慶尚北道義城郡、安東市、青松郡、英陽郡與盈德郡等地[113]，高溫的西風持續吹拂之下加劇了火勢。
- 3月23日——網球傳奇「喬帥」諾瓦克·喬科維奇成功拿下ATP1000大師賽生涯第411勝。打破與網壇傳奇西班牙「蠻牛」納達爾共同保持的410勝紀錄，獨居史上第一[114]。
- 3月24日——統一指揮日本陸海空自衛隊的防衛省常設組織“统合作战司令部”，在防衛省總部所在的東京市谷成立，由約240人組成。在中國、俄羅斯、朝鮮在日本周邊增強軍事壓力的形勢下，成立該司令部旨在推進自衛隊各部隊的聯合運用，提升快速反應能力[115]。
- 3月28日——緬甸發生強烈地震，震央位于實皆省。美國地質調查局測定其矩震級為MW 7.7、泰國官方測得里氏震级為ML 8.2[116]。
- 3月30日——德國新創公司Isar Aerospace（英语：伊萨尔航天）在（69°06′31.19″N 15°35′19.74″E / 69.1086639°N 15.5888167°E）安島發射場(Andoeya Spaceport)進行光谱号火箭的首次試驗火箭發射，升空約40秒後墜落爆炸。若成功，這不僅是該公司的歷史性時刻，更是歐洲首次在本土商業發射軌道級運載火箭，標誌著歐洲自主太空發展的新里程碑[117][118]。
- 3月31日——加勒比盾取代荷属安的列斯盾，成为库拉索与荷属圣马丁的流通货币，后者将于2025年7月1日起停止流通。[119]

### 4月
- 4月2日——美國總統唐納·川普宣布對等關稅政策（解放日)，川普表示，他將課徵其他國家對美國課徵關稅的一半，其中包括台灣；川普指出，台灣向美國產品課徵64%的關稅，所以美國將課徵台灣32%的關稅[120]。
- 4月3日——以色列总理本雅明·内塔尼亚胡抵达布达佩斯进行国事访问后，匈牙利无视国际刑事法院对他因涉嫌战争罪发出的逮捕令，宣布退出国际刑事法院[121]。
- 4月4日——韩国总统尹锡悦弹劾案宪法法院判决出炉，8名法官一致投下同意票，达到罢免所需的6票标准，尹锡悦立即解职。[122]
- 4月5日——中華人民共和國國防部消息，「中柬雲壤港聯合保障和訓練中心」(雲壤海軍基地)掛牌啟用[123]。
- 4月8日——多明尼加共和國首都聖多明各的傑特賽夜總會（Jet Set）在現場音樂表演期間發生屋頂坍塌事故。事件造成226人死亡[108]、189人受傷，[124]其中逾150名傷者需送院治理。
- 4月9日：
  - 由於中華人民共和國未取消反制措施，美國從美東時間凌晨12時01分起，對中方加徵額外的50%關稅，總計對中方開徵104%關稅[125]。中華人民共和國國務院關稅稅則委員會公告，自4月10日12時01分起，調整《國務院關稅稅則委員會關於對原產於美國的進口商品加徵關稅的公告》（稅委會公告2025年第4號）規定的加徵關稅稅率，原產於美國的所有進口商品的加徵關稅由34％提高關稅至84％[126]。美國總統川普宣布，對全球七十五國實施的對等關稅暫時調降至10%，為期90天[127]。然而對中國課徵關稅增至125%，回應其對美報復行動，但仍稱習近平當局希望和美國達成協議[128]。
  - 大韓民國為了進一步縮短國內交通時間，國土交通部宣示，正式開始研發「真空管高速列車」（Hypertube）的懸浮及推進技術，預計在2027年完成開發；若真空管高速列車實際上路，估時速將能達到1200公里，從首爾到釜山僅須時20分鐘[129]。
- 4月10日：
  - 白宮官員向美國財經新聞CNBC證實，美國對來自中華人民共和國的進口商品課徵關稅已累計達145%。據彭博社報導，145%的關稅由幾個部分組成：125%的對等關稅，是針對中華人民共和國對美國課徵的報復性關稅，美國所祭出的反制稅率；20%的額外關稅，是川普政府今年初以打擊芬太尼為由，對中華人民共和國商品加徵的關稅[130]。
  - 台灣和日本聯合研究判定，多年在澎湖發現的人類化石「澎湖1號」，證實來自距今數十萬年前、過去被認為僅分布在西伯利亞、青康藏高原等寒冷區的「丹尼索瓦人」[131][132]。
- 4月11日——中華人民共和國國務院批准，自2025年4月12日起，調整對原產於美國的進口商品加徵關稅措施。有關事項包含調整「國務院關稅稅則委員會關於調整對原產於美國的進口商品加徵關稅措施的公告」（稅委會公告2025年第5號）規定的加徵關稅稅率。新的增加關稅幅度，由84%提高至125%[133]。
- 4月13日：
  - 2025年世界博览会於日本大阪市舉辦，會期6個月，会场位于大阪市此花區的人工島梦洲。
  - 2025年厄瓜多尔大选第二轮，现任总统丹尼尔·诺沃亚成功连任。[134]
- 4月17日——距离地球124光年的候选海氢世界K2-18b的大气中发现大量二甲基硫醚和/或二甲基二硫醚——这两种化合物在地球上仅已知由生命产生。气体观测结果存在误差的概率估计为 3,4σ(0.3%)，这被描述为“迄今为止太阳系外存在生物活动的最有力证据”，尽管还需要进一步研究。[135][136][137][138]
- 4月22日——抵抗陣線的武装分子在印度查谟和克什米尔地区的拜萨兰山谷向一群游客开火，该組織隶属于巴基斯坦虔诚军和真主圣战者。事件造成至少28人死亡，20多人受伤。[139]
- 4月24日——韓國前總統文在寅因涉嫌在易斯達航空受賄案中涉案而遭到檢方起訴。[140]
- 4月26日：
  - 伊朗阿巴斯港發生大規模爆炸，造成至少25人死亡、超過700人受傷。[141]
  - 一場車輛衝撞攻擊發生在加拿大卑詩省溫哥華為紀念菲律賓傳統而舉行的公眾活動——拉普拉普日（Lapu Lapu Day）節慶上。事件造成11人死亡，多人受傷。[142][143]
  - 中國航太科技集團六院指出，該院研製140噸級重複使用液氧甲烷發動機，完成首次整機試驗，試驗取得圓滿成功。140噸級液氧甲烷發動機是中華人民共和國目前推力最大的開式液氧甲烷發動機，將為可重複使用運載火箭，提供關鍵核心動力，將在天地往返運輸系統、可重複使用運載器及大運力火箭等領域發揮重要作用[144]。
- 4月27日：
  - 利物浦以5比1大勝托特納姆熱刺，提前四輪奪下2024/25季度英超冠軍[145]
  - 電影《九龍城寨之圍城》在第43屆香港電影金像獎上，囊括多九項大獎，其中包括最佳電影獎。[146]
  - 中華人民共和國電動汽車企業比亞迪汽車發布官方消息稱，全球最大汽車運輸船比亞迪「深圳號」正式啟航。比亞迪「深圳號」滾裝輪船總長219.9米，型寬37.7米，設計吃水9米，設計航速達18.5節，最大載車能力高達9200輛，超過目前多數主流汽車運輸船的7000車位標準，是全球最大汽車滾裝運輸船[147][148]。
- 4月28日：
  - 中華人民共和國首艘可潛無人艇「藍鯨號」在珠海正式下水，全長11公尺、排水量12噸。在用途上，可應用於氣象探測、水下地形地貌測繪、水下拍攝、水下水質取樣、水下電纜管線巡檢等多個場景並可拓展多種其他用途。水面航速高達30至40節，水面續航可達數百公里，可實現數十公尺深的下潛和水下航行，以及長時間水下靜態潛伏待命[149]。
  - 亞馬遜公司預計斥資百億美元的低軌衛星柯伊伯計畫，第一批27顆低軌衛星成功發射，全球三大低軌衛星服務商SpaceX、OneWeb、亞馬遜全數到位[150]。
  - 欧洲南部的伊比利亚半岛出现大规模停电，西班牙和葡萄牙全境均受到影响，安道尔和法国南部也受到波及。[151]
- 4月29日——中華人民共和國深空探測實驗室表示，「天都一號」通導技術試驗星成功完成白天強光干擾條件下的地月空間雷射測距技術試驗，這是全球首次在白天進行的地月空間衛星雷射測距，標誌著中國在深空軌道精密測量領域取得技術新突破[152]。
- 4月30日——美国和乌克兰签署《乌克兰—美国矿产资源协议》，美国继续资助乌克兰国防和重建，以换取乌克兰的能源和矿产资源的使用权。[153]

### 5月
- 5月6日：
  - 弗里德里希·默茨在聯邦議院的首輪投票中未能當選總理，距過半門檻僅差六票。這是德國史上首次聯邦議院否決總統提名的總理人選。[154]後來默茨在當天下午的聯邦議院第二次投票中當選。[155]
  - 印度对巴基斯坦发动空袭，巴基斯坦随后对印方目标还击。[156][157]
- 5月7日——印度、巴基斯坦爆發激烈軍事衝突，交火過程巴軍出動由中華人民共和國製的殲-10CE系列戰鬥機，擊落多架印度戰機，其中包含法國製「飆風」戰機，由於這是陸製先進戰機首次實戰擊敗西方主力戰機，引發國際高度關注[158]。
- 5月8日——圣座主教部部长兼宗座拉丁美洲委员会主席罗伯特·方济各·普雷沃斯特在教宗选举中当选新一任教宗，成为罗马教廷首位美国出生的教宗，其圣名为良十四世。[159]
- 5月12日——美中雙方達成對等減稅協議，決定在未來90天內互相降低關稅稅率。美國對中華人民共和國商品的關稅從145％降至30％，中華人民共和國對美國商品的關稅則從125％降至10％[160]。
- 5月13日——2025年欧洲歌唱大赛在瑞士巴塞爾的聖雅各布體育館（英语：St. Jakobshalle）舉辦。
- 5月14日：
  - 中華人民共和國科技企業國星宇航帶頭發起的「星算」計畫，以一箭12星的方式將12顆太空計算衛星發射升空，其目標是將算力伺服器發射入軌形成天基智慧計算基礎設施。這12顆「三體運算衛星」，每一顆都具備太空計算和太空互聯的能力，將組成全球首個太空計算星座[161]。
  - 美國陸軍正式將「未來長距離突擊航空器」(FLRAA)命名為MV-75在陸軍航空協會年度峰會；首批MV-75預計由美國陸軍第101空降師接裝，逐步取代UH-60「黑鷹」直升機[162]。
- 5月15日——日本九州鹿兒島的櫻島火山連續多次爆發，火山灰最高衝上3000公尺高空，據日媒報道，有25個在鹿兒島機場起飛和降落的航班取消[163]。
- 5月17日：
  - 2025年夏季世界壯年運動會開幕典禮在中華民國台灣臺北大巨蛋舉行。
  - 中華人民共和國民營火箭公司「藍箭航天」（LandSpace)再創佳績，其最新研製的甲烷燃料火箭「朱雀二號改進型 Y2」從甘肅省酒泉衛星發射中心成功升空，將6顆衛星送入太空。這是朱雀二號系列的第5次飛行，也代表藍箭航天在低成本、環保火箭推進技術上的又一突破[164]。
- 5月18日：
  - 2025年罗马尼亚总统选举第二轮。
  - 2025年波兰总统选举第一轮。
  - 北京时间2025年5月18日夜，武汉市硚口区一新疆烧烤店发生枪击事件，造成至少一人死亡[165][166]
- 5月21日——美國新創公司「Hermeus」（英语：Hermeus）證實，極音速無人載具「奎特馬Mk1」(Quarterhorse Mk1)在加州愛德華茲空軍基地成功首飛；該載具只花1年多，便從初始設計進展至升空試飛，展現「迭代研發（英语：Iterative design）」（iterative development）技術潛力，有望加速推動相關科技進展。該公司最終目標是讓「奎特馬」的時速突破5馬赫，進入極音速飛行領域[167]。
- 5月22日——中華人民共和國神舟二十號乘組指令長陳冬在乘組首次出艙活動中，率先從天和核心艙節點艙出艙。這是天宮空間站全面建成後，中國太空人首次從天和核心艙節點艙出艙[168]。
- 5月23日：
  - 香港東鐵綫（旺角東至羅湖及落馬洲）沿途各站的月台自動閘門經已全部完成安裝，標誌著沙田至中環綫所有工程完成。
  - 香港競賽馬匹「遨遊氣泡」成為繼前香港馬王「翠河」之後香港賽馬史上第二匹香港三冠大賽總冠軍。
- 5月26日：
  - 為應對外國遊客數量激增的狀況，日本東京成田國際機場開始興建第3條跑道。日本當局制定了雄心勃勃的目標：截至2030年底，每年接待的遊客數量將幾乎翻倍，達到6000萬人次[169]。
  - 一名男子在英國默西賽德郡利物浦水街駕車衝入正在慶祝利物浦足球會奪得英格蘭超級聯賽冠軍的勝利巡遊活動，造成47人受傷[170]。
- 5月27日：
  - 香港海洋公園龍鳳胎大熊貓兩姐弟今天公報正式名稱，家姐為︰加加，細佬為：得得，李玉芬女士是命名比賽的冠軍，同時香港入境事務處處長郭俊峯先生向兩姐弟頒發出生紀念狀。
  - 美國國務院以內部電文下令所有駐外使領館，即起暫停學生簽證、交換學者簽證面談預約，準備實施新規定擴大審查簽證申請人的社群媒體使用狀況[171]。
  - 薩摩亞國會否決政府預算案，薩摩亞總理菲婭梅·內奧米·馬塔阿法宣佈會提前舉行大選。[172]
- 5月29日——中華人民共和國國內商業太空火箭回收技術再獲重大突破。箭元科技元行者一號驗證型火箭在山東海陽東方航天港進行了首次飛行回收試驗，試驗取得成功。元行者一號驗證型火箭為全尺寸薄壁不鏽鋼火箭，直徑4.2米，總高度約26.8米，起飛質量約57噸，試驗飛行時長125秒，飛行高度約2.5公里[173]。
- 5月31日——香港最後一條行車隧道大欖隧道移交予特區政府後，並於凌晨5時啟用不停車繳費服務「易通行」，所有途經車輛均不用停車繳費，標誌著全港設有收費亭的隧道公路正式完成歷史任務。

### 6月
- 6月1日——法律与公正党支持的独立候选人卡罗尔·纳夫罗茨基赢得波蘭总统选举。
- 6月2日——據《中國中央電視台》影音平台揭露，东风-5型洲际弹道导弹的參數為「全長32.6米，彈徑3.35米」，起飛重量高達183噸，採用二級液態火箭發動機，最大射程12000公里，命中的精度是500米，可以攜帶一枚威力為300萬至400萬噸TNT當量的熱核彈頭，是中國人民解放軍火箭軍配備的新一代洲際戰略導彈。其成功發展也讓中華人民共和國成為繼蘇聯、美國之後，第三個裝備射程超過12,000公里洲際彈道飛彈的國家，打破了美俄對洲際戰略核武的長期壟斷，具有深遠的戰略意義[174]。
- 6月3日——2025年大韓民國總統選舉，共同民主黨候選人李在明當選。
- 6月5日：
  - 任天堂Switch 2全球發行。
  - 美國總統唐納德·特朗普與中華人民共和國領導人習近平通話，為特朗普展開第二次總統任期後兩人首次通話[175]。
- 6月6日——日本的太空初創企業ispace宣佈，月球著陸器「韌性」號（Resilience）的登月任務失敗。著陸器於淩晨開始下降，但由於著陸前減速不足，很有可能在月球表面硬著陸。今後，ispace計劃在2027年啟動第3次和第4次月面著陸任務[176]。
- 6月7日——美國總統川普部署2000名國民警衛隊進駐加州洛杉磯，鎮壓抗議亂象。這是數十年來，美國總統首次在州政府未請求支援的情況下，派遣軍隊進入緊急區域[177]。
- 6月10日——奥地利施蒂里亚州首府格拉茨三卫巷联邦高级中学（德语：Oberstufenrealgymnasium）发生校园枪击案，包括枪手在内的10人死亡，另有11人受伤[178]。
- 6月12日：
  - 印度航空和警方官員表示，印度航空一架載有200多人的客機在西部城市阿默達巴德機場附近墜毀，但未說明是否有人員死亡[179]。
  - 號稱全球最快高鐵列車、中華人民共和國國產高鐵列車CR450從滬渝蓉沿江高鐵宜昌北站駛出，開啟型式試驗。預計進行為期約半個月，為驗證列車設計性能、完善列車設計提供實踐參考和數據。而滬渝蓉沿江高鐵的成渝中線鐵路即預留了時速400公里的運營條件[180]。
- 6月13日——以色列在凌晨，向伊朗突然發動襲擊，首都德黑蘭發生爆炸。以色列官方隨後公開表示，攻擊目標是伊朗的核武計畫設施與軍事據點[181]。
- 6月14日：
  - 2025年國際足協世界冠軍球會盃开幕。
  - 全美多个城市以及加拿大、欧洲、日本和墨西哥爆发反对特朗普的无王抗议[182][183]。
- 6月15日——第51屆七大工業國組織會議在加拿大亚伯达省卡纳纳斯基斯举行。[184][185]
- 6月16日——中華人民共和國湖北東湖實驗室高速磁懸浮電磁推進技術創新中心自主研發的「高速磁懸浮測試線」，進行首次公開試驗，在電磁力的推動下，這台試驗車懸浮跑出的新極速650公里，比全球最快高鐵系統──中華人民共和國目前最快的CR450復興號列車，試跑最快時速450公里還要多200公里，打破全球紀錄。加速行駛過程中毫無摩擦力，唯一需要突破的只有空氣阻力[186]。
- 6月17日：
  - 中華民國海鯤艦上午8點50分左右，在多艘工作艇及拖船的伴隨下，以自身動力通過高雄港二港口，正式出港進行海上測試(SAT)。全程歷經5個多小時，在下午接近3時許成功返航[187][188]。
  - 日本本田的研發子公司本田技術研究所使用內部開發的可重複使用火箭*1測試火箭（長6.3公尺、直徑85公分、乾重900公斤/濕重1,312公斤）成功進行了本田首次在300公尺高空的起降實驗[189]。
  - 中華人民共和國載人月球探測工程研製工作取得新的重要突破，新一代載人飛船「夢舟」在酒泉衛星發射中心成功完成「零高度逃逸」飛行試驗，為後續載人月球探測任務奠定重要技術基礎，這也是繼1998年開展神舟載人飛船零高度逃逸飛行試驗後，中華人民共和國時隔27年再度實施此項試驗[190]。
  - 中華人民共和國重慶市上演無人機燈光表演，由11787架無人機組成的雙編隊飛行表現，亦成功挑戰「最多無人機組成空中圖案」的健力士世界紀錄[191]。
- 6月21日——美國總統唐納·川普宣布美軍成功打擊伊朗3處核設施，包括深藏山體內部的福尔多燃料浓缩厂、納坦茲核設施與伊斯法罕核技術研究中心，這是自1979年伊朗革命以來，美國首次出動空軍轟炸該國境內主要設施，已經構成戰爭行為[192]。
- 6月25日——北約發布的簡短聲明說，北約支持以2035年為期限，目標將國防開銷增至國內生產毛額的5%。這是為了回應美國總統川普的要求，以及因應歐洲擔心俄羅斯2022年侵略烏克蘭後，帶來的安全威脅與日俱增。但該版本遭西班牙否決[193]。
- 6月27日：
  - 一輛特斯拉MODELY從德州奧斯丁超級工廠出發，全程以「無人駕駛」模式，也沒有啟動遠端控制，以時速最高116公里，橫跨州際公路與市區道路，開了30分鐘抵達客戶家門口，成功交付，也是全球首例跨洲無人自駕交車[194]。
  - 在卡塔尔的支持下，美国促成了刚果民主共和国与卢旺达之间的初步和平条约（英语：2025 Democratic Republic of the Congo–Rwanda peace agreement），结束了两国始于2022年的武装冲突（英语：Democratic Republic of the Congo–Rwanda conflict (2022–present)）[195]。
- 6月30日——中華民國海軍康定級承德軍艦正在高雄港86號碼頭進行性能提升工程，進行「華陽垂直發射系統」訓練彈箱吊掛作業，國造32聯裝海劍二防空飛彈彈箱構型首度曝光[196]。

### 7月
- 7月1日：
  - 中国甘肃省天水市麦积区一幼儿园被发现发生集体铅中毒事件。[197]
  - 泰国宪法法院裁定暂停首相佩通坦·钦那瓦的职权[198]。
- 7月2日：
  - 美國總統川普宣布，與越南共產黨總書記蘇林商討後，美國與越南已達成新的貿易協議。根據協議內容，越南出口至美國的商品將被課徵20%關稅，轉運商品則需支付40%關稅，作為交換條件，越南將全面開放市場，讓美國商品享有零關稅待遇進入[199]。
  - 科學家發表重大考古發現。從一名古埃及人的基因組進行完整定序後，證實這名現今所發現的最古老埃及人(在約西元前2855年至2570年左右)。最終結果顯示，這名男子大部分的基因組可追溯到北非新石器時代，另有約20%的基因則與東部「肥沃月彎」（Fertile Crescent）地區有關聯，包括古代美索不達米亞及其鄰近地區。然而，科學家也提醒，仍需收集更多資料來呈現整體多樣性。「自然」（Nature）雜誌發布此項考古研究結果[200]。
- 7月4日：
  - 正值美國獨立紀念日，總統川普在白宮舉行隆重儀式，簽署了其第二任期的代表性立法：大而美法案(One Big Beautiful Bill)。這部長達上千頁、內容橫跨稅制改革、預算調整、移民執法與社會福利縮減的龐大法案[201]。
  - 中華民國空軍舉行RF-5E虎眼式偵照機除役典禮，負責操作的虎眼分隊也隨之裁撤。
- 7月5日——日本漫畫家龍樹諒所著的《我所看見的未來》一書，預言了2025年7月5日時東亞地區會發生大災害，但實際上未發生。
- 7月7日——美國總統川普於Truth Social同步公開寄給日本、大韓民國領導人的關稅通知信，兩國均遭課徵「25%」高額稅率，震撼全球半導體與出口業市場[202]。
- 7月4日至7月7日——美国包括克爾縣的德克薩斯州丘陵區區域，发生洪灾，造成至少118人喪生，另有至少172人失蹤[203][204][205]。
- 7月9日：
  - 中華人民共和國商務部發布第35號公告，宣布將八家（漢翔航空工業股份有限公司、經緯航太科技公司、中山科學研究院、仲碩科技股份有限公司、國際造船股份有限公司、中信造船股份有限公司、龍德造船工業股份有限公司、攻衛股份有限公司）台灣地區實體列入出口管制管控名單，此舉旨在維護國家安全與利益，並履行防擴散等國際義務。公告明文禁止向這些實體出口兩用物項，並要求正在進行的相關出口活動立即停止，若特殊情況下確有出口需求，須向中華人民共和國商務部提出申請[206]。
  - 美國輝達股價早盤一度上漲2.6%，觸及164.42美元的歷史高點，市值突破4兆美元，成為首家達成此里程碑的上市公司，躍居全球市值最高企業。根據倫敦證券交易所數據，輝達市值已超越加拿大與墨西哥股市總和，並超過英國所有上市公司市值總和[207]。
  - HBO串流平台Max重新改回HBO max。
- 7月11日——2025年世界游泳锦标赛在新加坡开幕。
- 7月12日：
  - 法国各政治力量签署协议，新喀里多尼亚将变成“新喀里多尼亚国”，但依然是法国的一部分，即国中国的地位[208]。
  - 中華人民共和國規模最大的天然鈾產能項目「國鈾一號」示範工程，位於內蒙古鄂爾多斯成功生產下線出廠「第一桶鈾」，標誌著中國天然鈾生產取得突破，將有力保障中國能源資源安全的自主可控[209]。
- 7月13日——德鲁兹派和贝都因人武装团体在叙利亚南部发生数次冲突[210]。
- 7月16日：
  - 中国杭州市余杭区仁和街道等部分地区发生自来水污染事件。[211]
  - 以色列空袭位于大马士革的叙利亚总统府和总参谋部大楼[212]。
- 7月17日——中華人民共和國優必選科技公司的新一代工業人形機器人Walker S2實現全球首創的「熱插拔自主換電系統（英语：Battery swapping）」，也就是機器人在不斷電、不關機的情況下，可以自己換電池，這也是全球首見的黑科技[213]。
- 7月19日——越南共產黨中央委員會決定解除前國家主席阮春福、前國家主席武文賞、前國會主席王廷惠、前政府副總理黎明慨等前領導人的一切黨職。[214]
- 7月21日：
  - 電動汽車生產商特斯拉(TSLA)行政總裁伊隆·馬斯克進軍飲食界，全球首間位於加州洛杉磯市內聖塔莫尼卡大道上的特斯拉餐廳「Tesla Diner」（英语：Tesla Diner & Drive-In）正式開業34°05′27.46″N 118°20′30.73″W / 34.0909611°N 118.3418694°W[215]。
  - 一架隸屬孟加拉空軍（英语：Bangladesh Air Force）的殲-7BGI戰鬥機因機械故障，在嘗試降落英雄AK·坎德克空軍基地（英语：BAF Base Bir Uttom A. K. Khandker）時失事，墜落在達卡烏塔拉（英语：Uttara_(neighbourhood)）的里程碑學校（英语：Milestone College）校園內。當時校內學生正在上課。事件造成32人喪生，另有173人受傷。[216]
  - 28个国家发表联合声明，呼吁立即结束加沙战争，称战争给平民造成的苦难已“达到新的深度”。[217]
- 7月22日——台灣AI機器人產業大聯盟正式成軍，象徵台灣發展AI機器人產業邁入新里程碑[218]。
- 7月24日：
  - 台新金控與新光金控正式合併，成為台灣國內資產規模排名第四的大型金控，合併後總資產規模將達8.43兆元，市值約4,450億元，衝上金控排名第四(前三國泰金控、富邦金控、中信金控)[219]。
  - 在加沙走廊陷於恐怖大饑荒之際，法國總統馬克宏宣布，法國將於9月份聯合國大會紐約開幕之際，正式承認巴勒斯坦國[220]。
- 7月26日——台灣大罷免首輪投票進行，24席立委及新竹市市長高虹安的罷免案全數不通過。[221][222]
- 7月28日——中華民國海軍康定級承德軍艦首度進行「華陽垂直發射系統及997型雷達」海上測試[223]。
- 7月29日——中国北京市及邻近地区的暴雨洪涝灾害造成重大人员伤亡[224]。
- 7月30日：
  - 俄羅斯堪察加半島外海上午11點24分發生規模8.0地震，不過美國地質調查局（USGS）已將規模上修至8.8(52°30′42.12″N 160°19′27.84″E / 52.5117000°N 160.3244000°E)[225][226]。
  - 澳洲首枚完全由本土設計與製造的軌道火箭「鬩神星」（Eris）（英语：Gilmour Space Technologies）從位於北昆士蘭鮑文（英语：Bowen, Queensland）(19°57′29.33″S 148°06′49.00″E / 19.9581472°S 148.1136111°E)的軌道發射場升空。在歷史性的首度試射中升空僅14秒後墜毀，儘管未能成功進入軌道，但澳洲航太界仍視這次任務為邁向自主太空能力的重要一步[227]。
- 7月31日：
  - 澳門立法會民主派前議員區錦新被指控「長期勾結境外反華組織及敵對勢力」而遭到司法警察局拘捕，為澳門自2009年實施《國安法》以來的首宗案例[228]。
  - 微軟(Microsoft)開盤股價一度勁揚逾8%，市值突破4兆美元，成為繼輝達(NVDA-US)之後全世界第二家達到此市值的上市公司[229]。

### 8月
- 8月1日——台灣企業大潤發併入全聯體系下並改為大全聯。
- 8月6日——中國登月著陸器「攬月」首次完成飛行驗證現場模擬月球實際環境在河北懷來的地外天體著陸試驗場。
- 8月9日——美国50年首降太平洋NASA太空人搭SpaceX太空船返地，搭乘「載人龍飛船」（Crew Dragon）的4名Crew-10太空人，在加州聖地牙哥外海安全濺落。
- 8月11日——中国人民解放军海军164号“桂林”舰与中国海警3104号“南域”舰在南海追逐菲律宾舰艇期间发生相撞事故[230]，菲方称事故造成至少2名中国海警死亡[231]。
- 8月12日——韓國首爾中央地方法院批准並簽發對前總統尹錫悅夫人金建希的逮捕令，導致韓國歷史上首次出現前總統夫婦同時被羈押的情況。
- 8月15日：
  - 中國長征十號系列運載火箭繫留點火試驗在位於海南省的文昌航天發射場取得成功。這是繼夢舟載人飛船零高度逃逸飛行試驗成功、攬月着陸器着陸起飛綜合驗證試驗成功後，中國載人月球探測工程又一項階段性突破[232]。
  - 美國總統當勞·特朗普與俄羅斯總統弗拉基米爾·普京在美國阿拉斯加州會面[233]。
- 8月17日——2025年玻利维亚大选。

## 预期事件
| 月 | 日 | 內容 |
| -- | -- | --- |
| 8  | 23 | 中華民國第11屆立法委員（南投縣第一選區）馬文君與（南投縣第二選區）游顥罷免案                                                             |
| 9  | 7  | 2025年挪威议会选举。 |
| 9  | 8  | 2025年的第二場月全食現象，上一次為3月14日。                                                                                              |
| 9  | 12 | 2025年世界男子排球锦标赛开幕。 |
| 9  | 13 | 2025年世界田径锦标赛开幕。 |
| 9  | 21 | 一次日偏食現象，該日偏食可見地區為紐西蘭、太平洋島國美拉尼西亚东南部、波利尼西亚中南部、澳大利亞以東部分地區以及南極洲受日光照射的地區。 |
| 10 | 3  | 卢森堡大公亨利将逊位于儿子纪尧姆大公储，后者将登基为纪尧姆五世。                                                                         |
| 10 | 14 | Windows 10停止支援更新。 |
| 10 | 26 | 2025年阿根廷立法选举。 |
| 11 | 9  | 中华人民共和国第十五届全国运动会开幕。                                                                                                   |
| 11 | 16 | 2025年智利大选。 |
| 12 |    | 臺北捷運 萬大樹林線第一階段(包含了中和高中站~莒光站段)預計於本月完工。                                                                   |

### 時間未定
- 中華人民共和國自主研發的「九天」無人機04架機已完成機體結構裝配，正在進行系統安裝與測試等工作。預計今年6月底完成無人機首飛任務。這款察打一體無人機的一大特點是可搭載上百枚飛彈或小型無人機，因此也被稱為「空中無人機航母」。「九天」無人機翼展達25公尺，最大起飛重量16噸，最大載荷能力6噸。這款無人機的動力系統採用渦扇發動機，最大飛行高度可達1.5萬米，最大飛行速度可達700千米/小時[235]。
- 旅行者1号与旅行者2号空间探测器至少到2025年左右，仍然有足够的电能来运作无线电发射机[236]
- 中華人民共和國高能同步輻射光源正式啟用。
- 台灣高雄車站地下化站房預計於本年全部落成。
- 世界上第一架升力体（lifting body）商業太空船「逐夢者」（Dream Chaser）SSC Demo-1（英语：SSC Demo-1），已抵達佛羅里達州甘迺迪太空基地（Kennedy Space Center），將在那裡最大的太空載具環境實驗室，進行最後的測試，一切就緒後，今年稍後就有望安裝在火箭頂端，飛往國際太空站（ISS）[237]。
- 太空旅遊成為未來的新趨勢，除了搭太空船上太空旅行外，美國太空旅遊公司WorldView（英语：World View Enterprises）公司（32°05′12.08″N 110°56′40.85″W / 32.0866889°N 110.9446806°W）2025年推出「搭熱氣球玩太空」。這種特製的熱氣球，會一路升高到離地表30公里的高度，帶遊客從外太空俯瞰世界七大奇景[238][239]。
- 新創公司JetZero（英语：JetZero）宣布，為商業客機所設計的混合飛翼型概念演示機，是一架翼展7公尺的縮尺寸模型，它僅是全尺寸飛機的12.5%，它名叫「開拓者」（Pathfinder）。 預計將於 2027 年第一季開始進行全尺寸驗證機的飛行測試。目前開拓者獲得美國聯邦航空管理局 （FAA） 的試飛許可[240]。
- 美國私人企業SpaceX的火星任務正式展開，他先會用星艦運載貨物前往火星。
- 歐洲太空總署發射宇宙願景的第三項中級任務：柏拉圖號（PLATO）[241]。
- 俄羅斯決定於本年退出國際太空站。
- 港鐵屯馬綫兆康站及天水圍站，中間增設洪水橋站，預計此年動工。
- 美國飛彈防禦署高層在2023年太空與飛彈防務研討會（Space and Missile Defense Symposium）中說，打算12月在關島首測防空與飛彈防禦架構[242]。
- 俄罗斯发射新型的联邦号载人飞船[243]。
- 美國空軍表示，新一代「哨兵」洲際彈道飛彈仍會在今年之內進行首次試射[244]。
- 洛馬公司正在開發擁有6馬赫速度的SR-72偵察機，可能在2023年-2025年進行首次試驗飛行[245]。
- 中國科學院指出，位於地下700公尺的江門中微子實驗（JUNO）的中心探測器內部、世界最大的單體有機玻璃球已經全部建成，進入建設的收尾階段，將精確測量龐蒂科夫-牧-中川-坂田矩陣元素[246]。
- 中國製造2025收官之年，時任中國國務院總理李克強在2015年提出的中國製造十年發展藍圖。
- 东正教和罗马天主教会定于尼西亚举行普世会议，以纪念第一次尼西亚公会议召开1700周年。[247]

## 逝世
2025年逝世人物列表：1月 - 2月 - 3月 - 4月 - 5月 - 6月 - 7月 - 8月 - 9月 - 10月 - 11月 - 12月

## 諾貝爾獎
- 物理學
- 化學
- 醫學
- 文學
- 和平
- 經濟學

## 虛構中的2025年

### 遊戲
- 《決勝時刻：黑色行動2》中華人民共和國和美國進入了一段類似二十世紀美國與蘇聯對峙般的冷戰局面。 2025年的戰爭已經開始以各種軍用機械人、電子戰、無人武器和載具等高科技產品作為主要打擊力量。

### 科幻
- 《变形金刚之胜利斗争》(1989)，故事發生時間。
- 《交响诗篇AO》(2012)，故事发生时间。